# Dipodomys stephensi
Dipodomys stephensi és una espècie de mamífer rosegador de la família dels heteròmids. És endèmica de Califòrnia (Estats Units). Probablement s'alimenta de llavors, insectes i herba. Els seus hàbitats naturals són els herbassars i les comunitats d'artemísia amb escassa cobertura de matolls. Està amenaçada per la transformació del seu entorn per a usos agrícoles i urbans.
Aquest tàxon fou anomenat en honor de l'ornitòleg i mastòleg estatunidenc Frank Stephens.